# Йыгисте, Денис
Денис Йыгисте (эст. Deniss Jõgiste; 5 февраля 1990, Таллин), также известный как Денис Кабанов — эстонский футболист, полузащитник.

## Биография
Воспитанник таллинского «Аякса». Во взрослом футболе дебютировал в основной команде своего клуба 6 августа 2006 года в матче высшей лиги Эстонии против «Вапруса», заменив на 86-й минуте Алекса Монеса. В первом сезоне сыграл только два неполных матча, а на следующий год стал стабильным игроком основного состава и провёл 32 матча. По итогам сезона 2007 года «Аякс» вылетел из элитного дивизиона, затем футболист со своим клубом ещё два года выступал в первой лиге.
В начале 2010 года перешёл в столичный «Нымме Калью», в первой половине сезона восстанавливался от травмы, а осенью сыграл 4 матча в высшей лиге за основную команду. В 2011 году перешёл в другой таллинский клуб — «Калев», с которым в том же сезоне стал победителем первой лиги, а на следующий год сыграл 9 матчей в высшей лиге. В начале 2013 года был на просмотре в клубе «Пума» (Таллин).
Всего в высшей лиге Эстонии сыграл 47 матчей и забил один гол.
Был основным игроком сборной Эстонии среди 19-летних, сыграв 18 матчей. В более старшей команде, среди 21-летних, провёл только один матч.
В марте 2013 года был дисквалифицирован Эстонским футбольным союзом. Позднее в 2013 году был привлечён к уголовному суду вместе с группой футболистов и околофутбольных деятелей за участие в мошенничестве на букмекерских ставках, пошёл на сотрудничество со следствием и в феврале 2014 года был приговорён к трём годам заключения условно. Однако затем в августе 2014 года и мае 2015 года суды более высокой инстанции сняли обвинение с Йыгисте и других фигурантов.